# وليام أشبروك كيلرمان
وليام اشبروك كيلرمان (بالإنجليزية: William Ashbrook Kellerman)‏ (1 مايو 1850 - 8 مارس 1908) عالم نبات ومصور أمريكي متخصص في علم الفطريات .